# Michael Giles
Michael Rex Giles (nascido em 1 de março de 1942) é um baterista, percussionista e vocalista inglês, mais conhecido por ser um dos co-fundadores do King Crimson em 1969. Antes da formação do King Crimson, ele fez parte do excêntrico trio Giles, Giles e Fripp, ativo de 1967 a 1968 junto com seu irmão, o baixista Peter, e o guitarrista Robert Fripp.

## Vida e carreira
Giles nasceu em Waterlooville, Hampshire, Inglaterra.
Sua técnica de bateria é complexa e polirrítmica, baseada principalmente na tradição do jazz, mas também na tradição do rock progressivo em desenvolvimento. Sua forma de tocar ditou muito da estrutura composicional do primeiro álbum do King Crimson, In the Court of the Crimson King . O ouvido composicional de Giles é evidenciado por sua habilidade de tecer mudanças de tempo contínuas e desvios melódicos sutis em sua bateria ao longo do álbum.
Giles e Ian McDonald deixaram o King Crimson em dezembro de 1969, embora Giles tenha tocado no segundo álbum da banda, In the Wake of Poseidon, como músico de estúdio. Ele e McDonald gravaram um álbum chamado McDonald and Giles, que era mais leve em estilo do que King Crimson, mas ainda tecnicamente exigente. Giles então trabalhou como músico de sessão durante a década de 1970, aparecendo em álbuns de Anthony Phillips, Leo Sayer e Kevin Ayers . Ele também tocou no álbum solo do McDonald's em 1999, Driver's Eyes.
O único álbum solo de Giles, Progress, foi gravado em seu estúdio caseiro em 1978, mas não foi lançado até 2003.
Em 2002, co-fundou a 21st Century Schizoid Band, grupo composto por ex-músicos do King Crimson, com exceção de seu genro, o guitarrista e vocalista Jakko Jakszyk, que mais tarde se juntou ao King Crimson. Após uma sessão de estúdio e uma única turnê, Giles passou o cargo para outro ex-baterista do King Crimson, Ian Wallace.
No final de 2008, foi anunciado um grupo experimental focado na improvisação, Michael Giles' MAD Band, com Adrian Chivers e Dan Pennie.
Ele é frequentemente citado pelo baterista do Rush , Neil Peart, como uma influência.

## Discografia

### Giles, Giles e Fripp
- One in a Million/Newly Weds, Thursday Morning/Elephant Song (1968; singles)
- The Cheerful Insanity of Giles, Giles and Fripp (1968)
- The Brondesbury Tapes (2001)
- Metamorfose (2001)

### King Crimson
- In the Court of the Crimson King (1969)
- In the Wake of Poseidon (1970)

### McDonald & Giles
- McDonald and Giles (1970)

### Luther Grosvenor
- Under Open Skies (1971)

### Murray Head
- Nigel Lived (1972)

### Jackson Heights
- The Fifth Avenue Bus (1972)
- Ragamuffins Fool (1972)
- Bump n' Grind (1973)

### Leo Sayer
- Silverbird (1973)
- Just a Boy (1974)
- Another Year (1975)

### Kevin Ayers
- The Confessions of Dr. Dream and Other Stories (1974)

### Roger Glover & Guests
- The Butterfly Ball and the Grasshopper's Feast (1974)

### John G. Perry
- Sunset Wading (1976)
- Seabird (1995)

### Anthony Phillips
- Wise After the Event (1978)
- Sides (1979)

### Ian McDonald
- Drivers Eyes (1999)

### 21st Century Schizoid Band
- Official Bootleg Volume One (2002)
- Live in Japan – Official Bootleg Volume Two (2002)

### Solo
- Progress (gravado em 1978) (2002)

### Trilhas sonoras
- Ghost Dance (gravado em 1983, com Jamie Muir e David Cunningham) (1996)